# Lázaro Chacón González
Lázaro Chacón González (Teculután, Zacapa, Guatemala 27 de junio de 1873 - Nueva Orleans, Estados Unidos 8 de abril de 1931) fue un militar y político guatemalteco. Presidente de Guatemala interino desde el 26 de septiembre de 1926 hasta el 18 de diciembre de 1926 y desde el 19 de diciembre de 1926 hasta el 13 de diciembre de 1930. Su gobierno se caracterizó por el carácter generoso del general Chacón, pero también por serias acusaciones de corrupción y por los problemas económicos derivados de la quiebra de Bolsa de Valores de Nueva York y de la pérdida de las cosechas de café por la erupción del volcán Santa María en Quetzaltenango.  Se retiró de la presidencia y de la política tras sufrir una hemorragia cerebral y viajó a los Estados Unidos a fin de realizarse tratamientos en aquel país. Murió el 8 de abril de 1931 en Nueva Orleans, en dicho país.

## Biografía

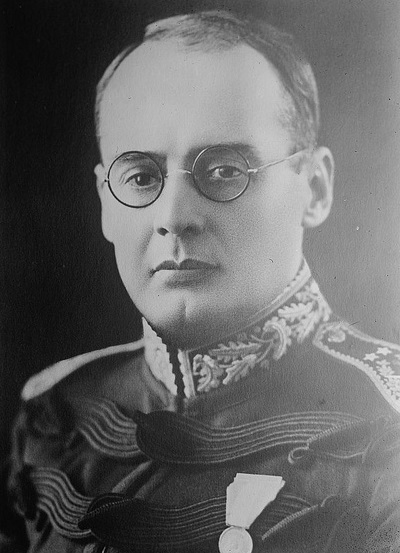
Chacón González en 1915.

Originario de Teculután, era hijo de Juan José Chacón y Soledad González, quien murió durante el parto. Por esta razón una tía se convirtió en su madre adoptiva. Desde joven inició una carrera como militar llegando luego a ser General del Ejército de Guatemala.
Se casó con Josefina Pazos, con quien tuvo nueve hijos: Lázaro, Alfredo, Gilberto, Melida, Octavila, Josefina, Berta, Lidia y Blanca Luz Chacón Pazos. Facilitó la inauguración de la Sociedad de Geografía e Historia de Guatemala donando un solar ubicado en la 3a. avenida, 8-35, zona 1 en la Ciudad de Guatemala, en donde ha permanecido la sociedad desde entonces.

## Presidencia

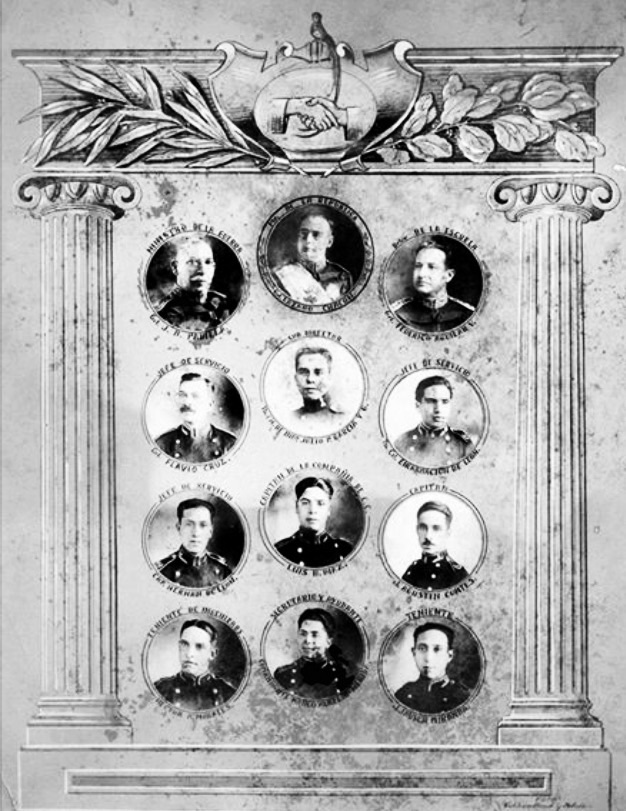
Estado Mayor del presidente Chacón.

Chacón ocupó el cargo de presidente interinamente luego de la muerte de José María Orellana. Fue luego candidato presidencial, compitiendo contra Jorge Ubico; ganó las elecciones por su buena imagen, como una persona capaz de defender los intereses del país.

### Gabinete
- Hacienda: Baudilio Palma (segundo designado a la Presidencia)
- Relaciones Exteriores: Alberto Skinner Klée
- Guerra: Mauro de León R. (primer designado a la Presidencia)
- Instrucción Pública:
  - Rodolfo A. Mendoza
  - Carlos Federico Mora
- Fomento: Francisco Aguilar Valenzuela
- Agricultura: Arturo Ramírez
- Gobernación y Justicia: Fernando Castillo Monterroso

### Economía
Durante su presidencia hubo una crisis con la exportación de café, inflación y congelamiento de salarios.  Chacón organizó el Banco de Crédito Agrícola y el Crédito Hipotecario Nacional, en intento de acabar con la crisis.
Dos factores fundamentales afectaron la economía guatemalteca durante su gobierno:
1. La quiebra de la Bolsa de Valores de Nueva York en 1,929, la cual tuvo repercusiones a nivel mundial.
2. Una violenta erupción del Volcán Santa María en Quetzaltenango, que causó la pérdida de la cosecha de café en la región.[a]

### Educación
El proyecto educativo que inició el gobierno de José María Orellana y que tuvo como base fundamental la «desanalfabetización», es decir, la eliminación del analfabetismo, continuó durante el gobierno de Chacón González. El gobierno, al igual que el de Orellana, realizó varios concursos para elegir a los más aventajados estudiantes que culminaban su carrera como maestros y otorgarles una beca que les permitiera continuar sus estudios en otros países convirtiéndose en profesionales de la pedagogía para que, de vuelta a Guatemala, pudieran encargarse de formar a los nuevos maestros.

#### La Universidad Popular

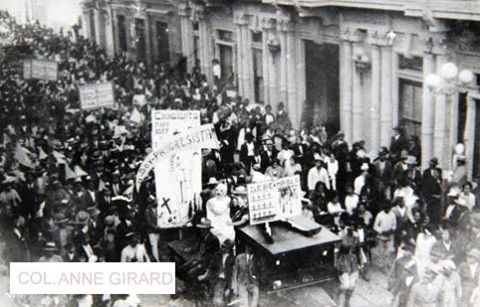
Desfile bufo de la Huelga de Dolores de los estudiantes de la Universidad Nacional en 1927 frente a la Escuela de Derecho y Notariado. Tras la muerte del general José María Orellana, Chacón autorizó nuevamente esta expresión de crítica satírica de los estudiantes universitarios.

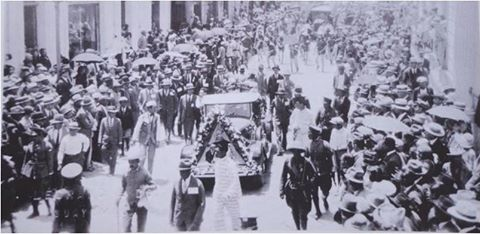
Desfile bufo de la Huelga de Dolores de 1928.

Esta institución, fundada en 1922, estaba encargada de la educación popular, indispensable para sentar las bases de una nueva era educativa. Durante el gobierno de Chacón, sobre todo los primeros años, recibió apoyo e impulso económico y se convirtió en la principal propulsora de los nuevos cambios. Distribuyó libros publicados por el gobierno, abrió sus puertas para que conferencistas nacionales y extranjeros, disertaran temas sobre educación y promovió una campaña, apoyada también por el oficial Diario de Centroamérica a favor de la desanalfabetización.
La Universidad Popular pretendía promover la participación de profesionales, quienes habían sido educados y colocados en la posición privilegiada en la que se encontraban con el dinero del Estado, y quienes por lo tanto debían devolverlo en efectivo o con su trabajo. De esta manera, profesionales de varias áreas impartieron clases ad honorem.
Los objetivos fundacionales de la Universidad Popular en Guatemala se centraban en los tres aspectos fundamentales del problema educativo:
1. Enseñar a leer y escribir.
2. Enseñar el círculo de conocimientos generales a aquellas personas que por circunstancias de la fortuna no habían podido adquirirlas.
3. Difundir en el pueblo las nociones más importantes de higiene, de instrucción cívica y moral, para obtener un mejoramiento en las condiciones físicas y espirituales de la gran masa.[d][5]

La institución fue cerrada en 1932 por el gobierno del general Jorge Ubico y no fue sino hasta 1945 cuando el presidente Juan José Arévalo -uno de sus otrora profesores ad honorem- la reabrió.

#### Teosofismo
Una serie de pensadores extranjeros estrechamente vinculados a las redes teosóficas latinoamericanas, tuvieron especial influencia en el proyecto educativo guatemalteco. Tal es el caso del mexicano José Vasconcelos, la chilena Gabriela Mistral, el salvadoreño Alberto Masferrer, entre otros.
Alberto Masferrer -pensador salvadoreño que desarrolló un proyecto muy elaborado cuyo objetivo era la transformación de la sociedad- actuó como mediador de la red teosófica en Guatemala, a través de su trabajo intelectual y de sus estrechos lazos familiares que resultaron fundamentales en el gobierno de Chacón, cuando el proyecto tuvo más impulso y un intento serio por ser llevado a la práctica.
La vinculación de Masferrer con Guatemala, producto del matrimonio de su hermana Teresa y el periodista guatemalteco José A. Miranda, se estrechó cuando se creó la Sociedad Vitalista de Guatemala, al tiempo que fundaba en su país el Partido Vitalista de El Salvador. La sociedad vitalista de Guatemala reunía a un amplio grupo de personas simpatizantes de la doctrina del mínimum vital; su trabajo no era solamente la difusión teórica de sus ideas sino la lucha por su aplicación. Entre sus principales proyectos de labor social incluían el establecimiento de una biblioteca pública, la recaudación de dinero para crear un programa de desayunos escolares, la petición que hicieron ante la Asamblea Nacional Legislativa para regular la renta de las bebidas alcohólicas.
Una de las primeras acciones en favor del proyecto educativo fue la reimpresión de dos libros-ensayo en los que Masferrer se adentra en los problemas educativos y sus propuestas de solución:  «Leer y escribir» y «La cultura por medio del libro», de los cuales se hicieron cinco mil ejemplares y se distribuyeron de manera gratuita a través de la Universidad Popular. En 1929, Masferrer visitó Guatemala y terminó su visita en Quetzaltenango en donde se imprimió de otro libro suyo: Dinero maldito que en cierta forma completa el programa educativo que inicia en los anteriores y planea la educación desde la perspectiva moral; todo este recibimiento y apoyo oficial se debía a que, en buena medida, el proyecto social y educativo que estaba intentando llevar a cabo el gobierno guatemalteco estaba basado en la doctrina del mínimum vital.
Desde su perspectiva, toda transformación social pasa primero por el eje educativo porque la condición primaria para transformar las estructuras sociales es conformar una nación o lo que él llama «pueblo». Ningún grupo social puede conformarse como nación si es ignorante y analfabeta, por lo tanto la alfabetización reside en la base de su proyecto.  Para Masferrer, es deber del Estado proveer educación, sin embargo, si los gobiernos invierten dinero y esfuerzos en educación y el pueblo sigue siendo ignorante, si tanto esfuerzo es poco productivo, es porque no hay una intervención social. Educación para los niños comprende, según Masferrer, el acceso a la escuela primaria garantizándoles las instalaciones, los materiales, los maestros y en ciertas áreas incluso el desayuno del que muchos de ellos carecen en sus hogares. Y para los adultos la desanalfabetización y a partir de ella el aumento de su nivel cultural por medio de lecturas apropiadas, conferencias, escuelas para adultos (Universidad Popular), etcétera. Como complemento, la educación cívico-moral dirigida a los niños en sus asignaturas escolares y para los adultos en conferencias, cartillas cívicas y, en buena medida, en la educación para la lucha contra el alcoholismo.
En «Dinero maldito» Masferrer concluyó que el dinero que se obtiene de la venta del alcohol está maldito porque está manchado con la sangre de las personas que son presa del vicio del alcoholismo. Los vitalistas pidieron la reducción en el horario de venta de alcohol y en los incentivos publicitarios en los lugares de expendio, pláticas e información escrita sobre los peligros del alcoholismo, clínicas especializadas para tratar el problema y contrarrestar la falta de expendios de alcohol como medios de diversión.
Un proyecto educativo no podía prosperar a menos que se atacara el vicio del alcohol.
Para fortalecer y apoyar este proyecto fueron invitados otros personajes a dar conferencias sobre el tema educativo, relevante entre ellos nos parece el presidente de la Sociedad teosófica de la época, Curupumulage Jinarajadasa.
Los planteamientos de Jinarajadasa hacían una crítica al sistema tradicional, memorista, de herencia medieval, y proponía un nuevo sistema basado en el respeto a los intereses y vocación de los estudiantes.  Jinarajadasa dictó sus conferencias, principalmente en logias masónicas, pero también fue invitado por miembros de la Asociación El Derecho a dictar una conferencia en la Universidad Nacional.

#### Cambios iniciados en su gobierno
El gobierno de Lázaro Chacón intentó realizar estos cambios en el sistema educativo guatemalteco:
- Decreto 1500 del 3 de mayo de 1927: establecía el Consejo Nacional de Educación con carácter de Cuerpo Técnico Consultivo de la Secretaría de Educación Pública. Sus objetivos eran todos los trabajos técnicos de reforma, organización y reglamentación, relativos a las enseñanzas primaria, normal, secundaria y especial. Una de las primeras tareas del Consejo fue recopilar todas las leyes, que en materia educativa, habían sido dictadas para conseguir su unificación y crear así la «Ley Orgánica de Educación Pública».[8]
- Ley Orgánica y Reglamentaria del Personal Docente de la República de Guatemala: la educación se enfrentaba en estos momentos al grave problema de la falta de maestros calificados. En el gobierno anterior se había hecho el cálculo de unos cuatrocientos cuarenta y cinco maestros titulados, y 2652 maestros empíricos. Para 1927, si bien había habido un aumento, la magnitud del problema no permitía que el cambio fuera significativo. Se calculaba para entonces setecientos veintiocho maestros titulados y 2,856 empíricos. Esta ley orgánica  constituyó el antecedente de la Ley de Escalafón que se decretaría años más tarde en el gobierno del doctor Juan José Arévalo. El objetivo de ella era formar categorías entre los maestros, de acuerdo a su tiempo de servicio y aptitudes, y por supuesto, incrementos salariales[h]
- Creó nuevos centros educativos como la Escuela Normal de Maestras para párvulos.
- Creó el Instituto Técnico Industrial con el objeto de tecnificar a los obreros.[9]
- Reabrió la Universidad Nacional: la Universidad había sido cerrada por el gobierno de Orellana para controlar la ola de protestas y descontentos por parte de los estudiantes ante las políticas del gobierno, sobre todo el entreguismo al capital estadounidense. Eso supuso para el gobierno de Orellana la falta de apoyo por parte de la red de intelectuales.[9]
- Dirección general de cultura indígena: el ministro de Educación, Dr. Carlos Federico Mora,[i] fundó esta dirección general para hacerse cargo de la alfabetización.[10]
- Escuela Normal Superior: la reforma a la Ley Orgánica de fecha 11 de mayo de 1929, comprendía la creación de la Escuela Normal Superior y los reglamentos de julio de ese mismo año establecían sus finalidades y su plan de estudios.  En el acuerdo de la creación se estableció como requisito esencial, para inscribirse y matricularse en el establecimiento, poseer el título de Maestro de Educación Primaria y al terminar los estudios correspondientes el derecho de obtener el título de Profesor Normal.[11]  En su primer año, se inscribieron 44 hombres y 29 mujeres.  Un profesor normal tenía derecho para ocupar los puestos siguientes:[11]
  - direcciones de Escuelas Normales e Institutos de Secundaria
  - cátedras en dichos establecimientos
  - jefaturas de secciones en los departamentos escolar y administrativo del Ministerio de Educación Pública
  - inspecciones técnicas[j][11]

Muchos de los cambios que el gobierno de Chacón intentó no pudieron llevarse a cabo, principalmente por problemas económicos: a Chacón le tocó, durante su administración, sufrir los primeros embates de la Gran Depresión de 1929.
Cuando el general Jorge Ubico tomó la presidencia en 1931, acabó con todas las novedades en materia educativa y dificultó seriamente las condiciones para el magisterio nacional ya que su enfoque principal era mantener la estabilidad económica de Guatemala frente a la Gran Depresión.  El proyecto educativo permaneció dormido hasta que fue retomado por el gobierno de Juan José Arévalo quien llevó a cabo todos los cambios que Chacón solamente pudo intentar.

### TGW, Radio Nacional de Guatemala
El 15 de septiembre de 1930 Chacón inauguró oficialmente la primera estación de radio en Guatemala, con las siglas TGW y bautizándola como «Radio Nacional de Guatemala» -posteriormente llamada «La Voz de Guatemala»-, cuyas transmisiones, desde la sede de la Dirección General de Telégrafos, utilizaron al principio varias frecuencias en ondas larga y corta.

### Acusaciones de Corrupción
En diciembre de 1930 fueron adjudicados los bienes del expresidente Manuel Estrada Cabrera; pero la distribución a los acreedores estuvo viciada por acusaciones de mal uso de los fondos por parte del Crédito Hipotecario Nacional.  El hecho no pasó a mayores debido a la repentina enfermedad del presidente.

## Muerte
El 12 de diciembre de 1930, el general Chacón sufrió un derrame cerebral que lo imposibilitó seguir a cargo de la Presidencia.  Este fue el reporte que apareció al respecto en los periódicos de Guatemala:
| INFORME DE AUTORIDADES DE MEDICINA Más detalles El general Chacón padecía de algún tiempo atrás constances ataques de tensión alta en las arterias; la solicitud de sus familiares y la intervención médica, había prolongado el golpe que, desgraciadamente, se manifestó antenoche, en condiciones penosas. Un derrame cerebal ha colocado al presidente electo, en imposibilidad de continuar el ejercicio de sus delicadas funciones. Esta mañana hubo una reunión de ministros, en la casa particular del general Chacón y, en vista de la gravedad de la salud del presdiente, se resolvió llamar al licenciado don Baudilio Palma segundo Designado y con funciones de primero, por haber renunciado dicho cargo el general don Mauro de León, actual Ministro de la Guerra. Presente el licenciado Palma, fue reconocido como Designado en ejercicio, ante los siete secretarios de Estado y citados los jefes de los cuerpos, fue dado a reconocer el nuevo funcionario, por el ministro de la Guerra, general Mauro de León. A estos actos, estuvo presente el Director General de la Policía, coronel Herlindo Solórzano. Inmediatamente se hizo saber a toda la república, el reconocimiento que se hiciera del licenciado Palma. —Tomado de: Nuestro Diario, Periódico de Guatemala, 13 de diciembre de 1,930. |

Tras su repentina enfermedad, se dieron los siguientes hechos:
- General Mauro de León, primer designado a la presidencia renuncia (aparentemente).
- El mismo 12 de diciembre, el Licenciado Baudilio Palma, segundo designado a la presidencia es nombrado presidente interino.
- El 16 de diciembre, un golpe de Estado encabezado por el general Manuel María Orellana Contreras derroca a Palma, argumentando que el general de León y no Palma el designado a la presidencia; irónicamente, durante el combate, que duró apenas una hora, resultó muerto el general Mauro de León.
- El 31 de diciembre de 1930, en sesión celebrada por la Asamblea Legislativa se recibió la renuncia del Presidente Lázaro Chacón y también la renuncia del general Orellana Contreras. Se nombraron como designados, del primero al tercero, al Licenciado José María Reina Andrade, al General José Reyes y al General Rodrigo Solórzano.
- El 2 de enero de 1931 José María Reina Andrade asume interinamente como presidente, en calidad de "Primer Designado, en ejercicio de la Presidencia de la República", luego de que el cuerpo diplomático se rehusara a tratar con Orellana Contreras, y al ser admitida la renuncia del presidente constitucional Lázaro Chacón.
- El 7 de febrero de 1931, el general Jorge Ubico Castañeda gana las elecciones que convocara Reina Andrade, iniciando así su gobierno de 14 años.

## Información adicional
Su nieto Gilberto Chacón Torrebiarte fue presidente del Organismo Judicial y de la Corte Suprema de Justicia de Guatemala.